# Gare de Shijiazhuang
 (mai 2020).
Si vous disposez d'ouvrages ou d'articles de référence ou si vous connaissez des sites web de qualité traitant du thème abordé ici, merci de compléter l'article en donnant les références utiles à sa vérifiabilité et en les liant à la section « Notes et références ».
La gare de Shijiazhuang est une gare ferroviaire chinoise situé à Shijiazhuang, dans la province du Hebei. Elle a ouvert en 1903.

## Situation ferroviaire
Le segment ferroviaire entre Pékin et la gare de Shijiazhuangest la première ligne à grande vitesse passant par des tunnels.